# Subligny (Manche)
Subligny – miejscowość i gmina we Francji, w regionie Normandia, w departamencie Manche.
Według danych na rok 1990 gminę zamieszkiwało 296 osób, a gęstość zaludnienia wynosiła 37 osób/km² (wśród 1815 gmin Dolnej Normandii Subligny plasuje się na 599. miejscu pod względem liczby ludności, natomiast pod względem powierzchni na miejscu 648.).